# Старица (озеро, Камешковский район)
Старица — озеро в Камешковском районе Владимирской области. Расположено в 4,5 км к юго-востоку от деревни Мишнево, на левобережной пойме реки Клязьмы.
Площадь озера — 0,19 км². Средняя глубина озера — 1,5 м, максимальная глубина — 3,5 м.

## Описание
Живописное озеро, закрытого типа, подковообразной формы, старичного происхождения. Вода в нём прозрачная и без запаха.
Озеро расположено в урочище, известном местным жителям под названием «Свиной остров». С юга к озеру примыкают ещё 2 более мелких пойменных водоёма, постепенно зарастающих телорезом алоэвидным.
Берега на 80 % — отлогие, на 20 % — заболоченные, суглинистые и торфянистые. Грунты дна илистые и песчаные. Берега озера поросли тальниками и древесной растительностью.

## Флора и фауна
Акватория озера на 15 % покрыта надводной растительностью: дербенник, двукисточник, жерушник, аир, манник большой, поручейник, сусак, стрелолист, хвощ речной, частуха; на 20 % покрыта плавающей растительностью: горец земноводный, кубышка жёлтая, многокоренник, рдест плавающий, ряска; на 5 % — погруженной: роголистник, элодея канадская.
В составе плавающей растительности встречается кувшинка белоснежная занесённая в Красную книгу Владимирской области.
На берегу преобладают: ольха чёрная, вяз гладкий, дуб черешчатый и берёзы.
Озеро является местом обитания русской выхухоли — реликтового полуводного зверька, занесённого в Красную книгу России. Численность популяции в настоящее время низкая. Из других околоводных видов млекопитающих в озере обитают речной бобр и ондатра.
Ихтиофауна озера не богата. Встречается лишь 2 вида рыбы: щука и окунь.

## Использование озера
Озеро используется для любительского рыболовстваи охоты на водоплавающую дичь, а также для отдыха населения.
К южному и северному берегам озера подходят грунтовые дороги, однако проезд по ним в дождливые периоды года представляется затруднительным.